# Kadiku nora
Kadiku nora este o arie protejată (arie specială de conservare — SAC, sit de importanță comunitară — SCI, arie de protecție specială avifaunistică — SPA) din Letonia întinsă pe o suprafață de 4 ha, integral pe uscat.

## Localizare
Centrul sitului Kadiku nora este situat la coordonatele 57°37′35″N 22°20′23″E / 57.6263°N 22.3398°E.

## Înființare
Situl Kadiku nora a fost declarat arie de protecție specială avifaunistică în decembrie 2002 pentru a proteja . Alte tipuri de protecție:
- sit de importanță comunitară (în mai 2004)
- arie specială de conservare (în mai 2004)[1][3][4]

## Biodiversitate
Situată în ecoregiunea boreală, aria protejată conține 2 habitate naturale: Formațiuni de Juniperus communis pe lande sau pajiști calcaroase, Pajiști fino-scandinave uscate până la mezice, bogate în specii de altitudine mică.
La baza desemnării sitului se află un număr nedeclarat de specii protejate:
Pe lângă speciile protejate, pe teritoriul sitului au mai fost identificate 2 specii de plante, 2 specii de nevertebrate.